# Mémoire de la Shoah
La mémoire de la Shoah est l'ensemble des représentations de la Shoah, à travers le temps et l'espace.
Dès l'occupation allemande, des Juifs ont pensé qu'ils ne survivraient pas à la Seconde Guerre mondiale et qu'il fallait garder une trace de leur annihilation. C'est le cas d'Emanuel Ringelblum à Varsovie, fondateur de l'Oyneg Shabbos, d'Isaac Schneersohn du CDJC et de Mordechaï Shenhaby dans le futur État d'Israël. Après-guerre, jusqu'au procès d'Eichmann en 1961, la mémoire des victimes a largement été occultée. La reconnaissance et la commémoration du génocide juif diffèrent dans le temps, d'un pays à l'autre. Aujourd'hui, le génocide des Juifs ou Shoah est devenu central dans la commémoration internationale des victimes de la Seconde Guerre mondiale.

## La mémoire de la Shoah en RFA

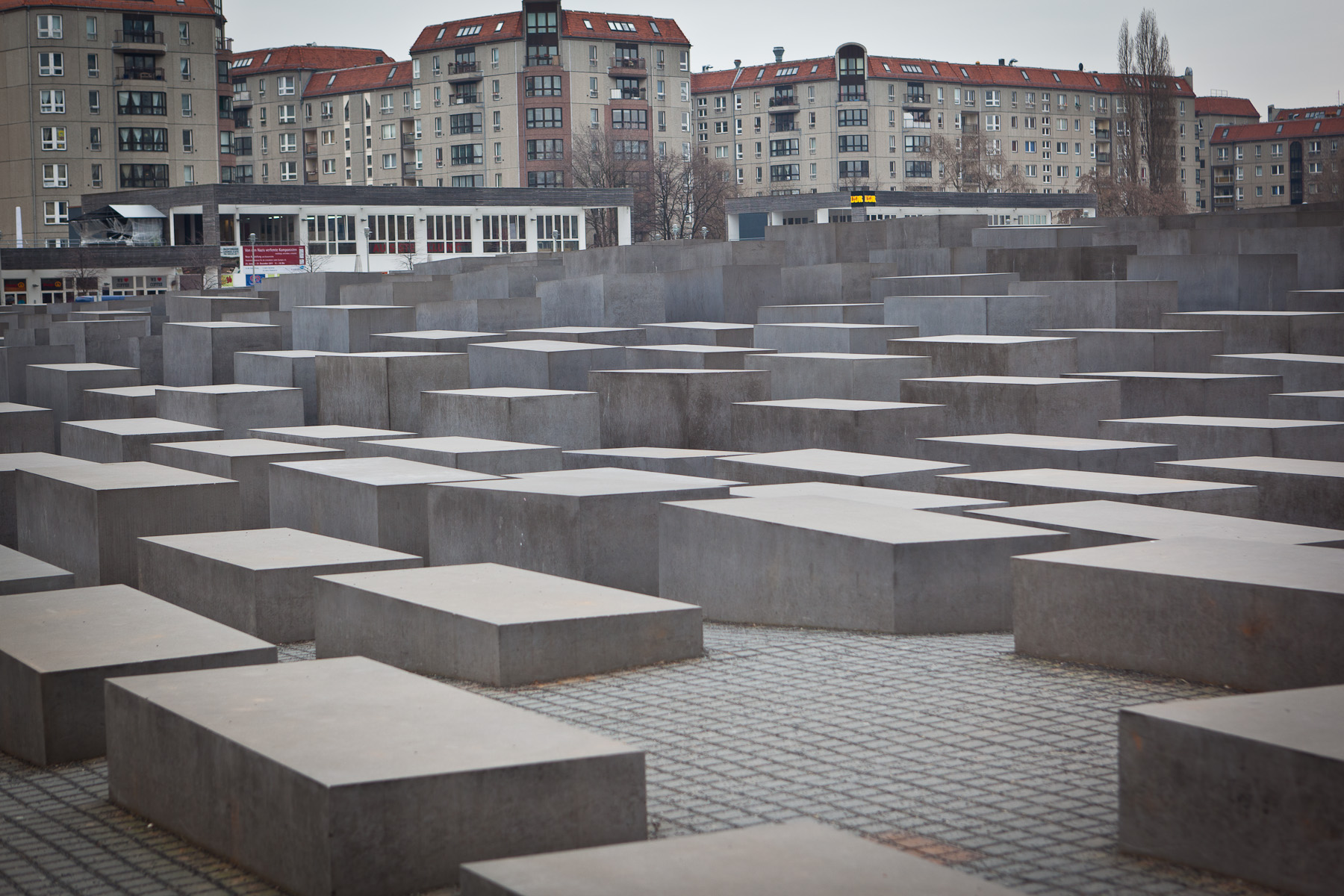
Mémorial aux Juifs assassinés d'Europe à Berlin (2005).

Après les procès de Nuremberg, la RFA connait une période de silence et de refoulement vis-à-vis de la responsabilité allemande dans la Shoah. Dans les années 1950, on voit émerger la reconnaissance d'une éventuelle responsabilité collective mais sans que celle-ci soit liée à l'extermination systématique des Juifs. En 1959-1960, des incidents antisémites ont lieu en RFA. Ils ont comme conséquence un sursaut de conscience de la part des Allemands. Les révélations du procès d'Adolf Eichmann en 1961, puis les procès intentés aux anciens gardiens d'Auschwitz en Allemagne les années suivantes mettent l'accent sur l'action criminelle d'un État tout entier et des foules l'ayant soutenu, et non plus comme auparavant sur la responsabilité individuelle. Des mesures sont prises : la prescription des crimes liés à la Shoah est levée et elle est enseignée dans les écoles à partir de 1962. Peu à peu, sa mémoire imprègne la société ouest-allemande. Ainsi en 1970, le chancelier Willy Brandt s'agenouille devant le mémorial du ghetto de Varsovie en Pologne.
En 1978, la diffusion de la série américaine Holocauste permet une nouvelle remise en question. La relativisation de la Shoah devient alors impossible. L'historien Daniel Goldhagen dessine les contours d'une nation à la téléologie exterminatrice. Les crimes de la Wehrmacht sont l'objet de deux expositions. Elles démontrent la participation de cette dernière dans les massacres des fronts de l'Est.
Dans les années 2000, les bourreaux comme les victimes de la Shoah disparaissent peu à peu. On assiste à une nouvelle tendance à la relativisation, à un basculement de la mémoire vers l'histoire. Après la construction de 1993 à 1998 du Musée juif de Berlin, dont tout le bâtiment moderne y est consacré, l'inauguration en 2005, en plein Berlin, d'un mémorial aux Juifs assassinés d'Europe montre qu'elle est une caractéristique marquante de la mémoire allemande.
Le cinéma allemand des années 2010 témoigne de la volonté d'analyser la responsabilité du peuple allemand dans la Shoah. On peut citer les films Phoenix et Le Labyrinthe du silence.

## La mémoire de la Shoah en France

### Le silence sur la Shoah après-guerre

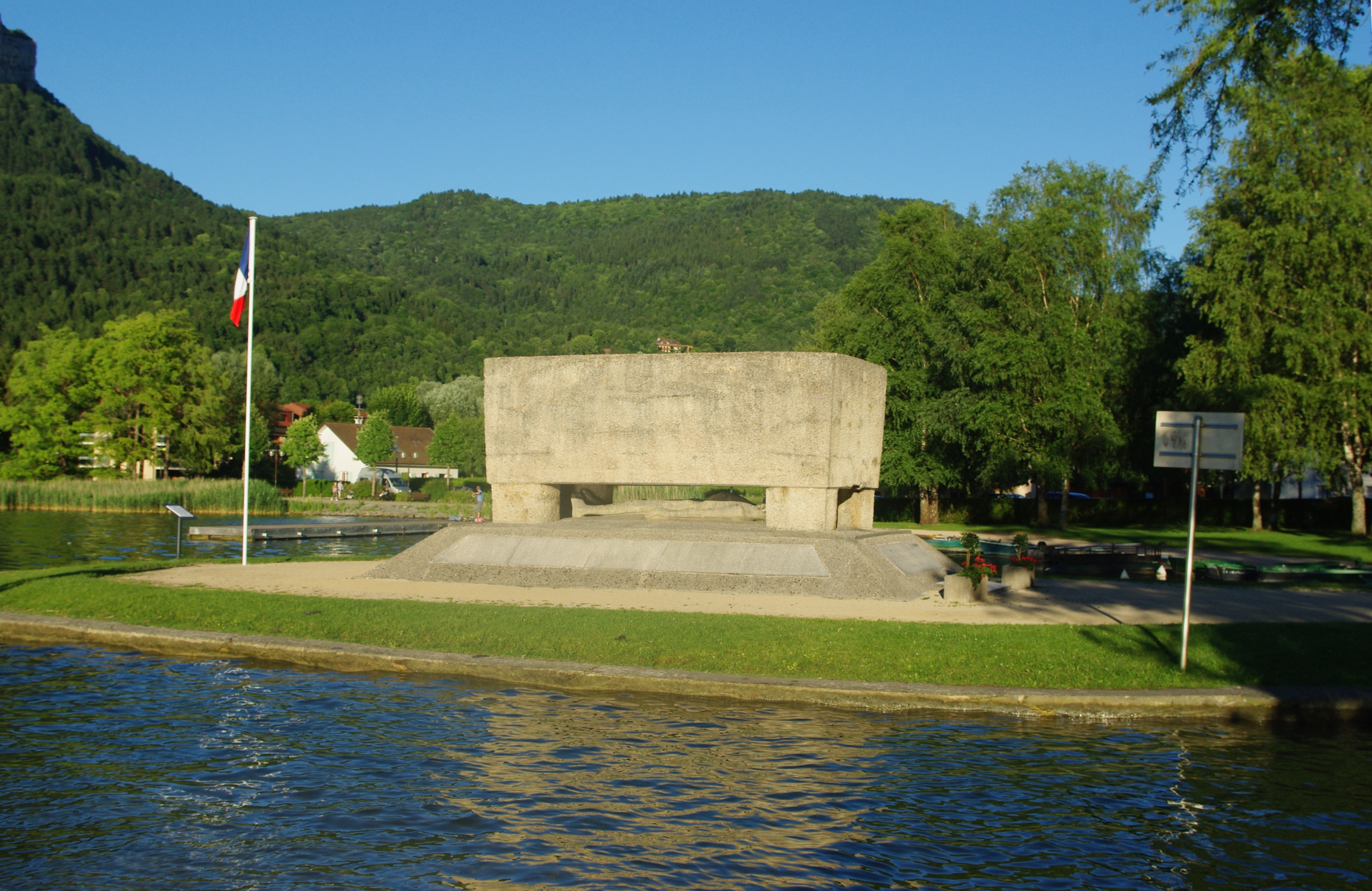
Monument aux déportés de l'Ain (1949).

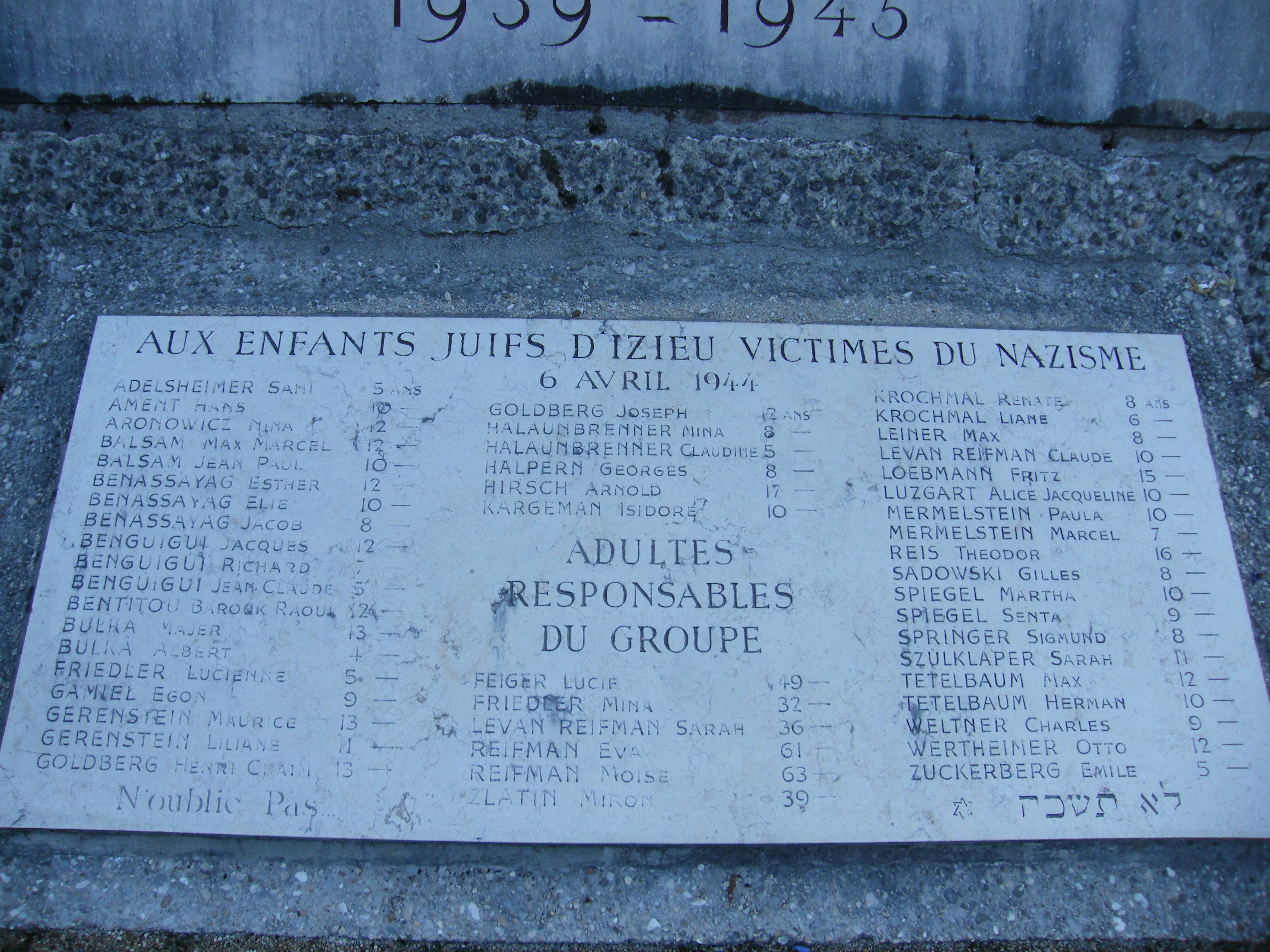
Plaque sur le socle du monument.

On constate une absence quasi totale de référence à la Shoah dans l'après-guerre malgré le témoignage de rescapés, souvent refusé par les éditeurs. Les survivants de la Shoah ne sont pas écoutés, comme l'a indiqué Simone Veil dans son témoignage en 1992 ou Simon Gutman. La parole est monopolisée par les déportés résistants. La mémoire de la déportation est dominée par les communistes à l'origine de la création de la FNDIRP. Le camp de référence alors est Buchenwald, camp des déportés résistants et non Auschwitz,. La spécificité de la déportation juive est complètement gommée alors que seulement 3 % des Juifs déportés sont revenus, soit environ 2 500 personnes, contre 59 % des déportés politiques. Au niveau national, on veut opérer la réconciliation nationale et, en la refermant, faire de Vichy une simple parenthèse. Les victimes des déportations sont souvent absurdement déclarées « mortes pour la France », comme si enfants, vieillards et femmes étaient morts au champ d’honneur.
Les Juifs eux-mêmes rejettent une distinction comme déporté racial, qui les marginaliserait dans la société française de la Libération. 10 % des familles juives changent de nom (Marcel Bloch devient Marcel Dassault). Les Juifs de France choisissent l’intégration suivant le modèle de la République. Ils craignent la résurgence de l’antisémitisme. Dans un contexte de pénurie des logements, récupérer les biens spoliés, un appartement par exemple, devient problématique. S'il n'existe pas dans l'après-guerre de mémoire publique de la Shoah, il existe une mémoire privée. Ainsi, des cendres sont ramenés d'Auschwitz au cimetière israélite de Marseille, donnant lieu à une cérémonie. On trouve dans toute la France les mêmes cérémonies.
En France, le plus vieux monument important à la mémoire des déportés est celui de Nantua, qui rend hommage à la fois aux résistants déportés et aux déportés raciaux de l'Ain ; il date de 1949. La même année, le président Vincent Auriol inaugure le monument de la synagogue de la Victoire, dédié « à la mémoire de nos frères combattants de la guerre et de la libération, martyrs de la Résistance et de la Déportation ainsi qu'à toutes les victimes de la barbarie allemande ». Sont ainsi honorés non seulement les Juifs mais tous ceux qui sont tombés pour la France. La spécificité de la Shoah n'est donc pas mise en avant.
En 1951, Léon Poliakov publie la première grande étude de la politique d'extermination des Juifs menée par les nazis dans son ouvrage Le Bréviaire de la Haine, préfacé par François Mauriac. En 1955, le documentaire Nuit et Brouillard d'Alain Resnais peut montrer les chambres à gaz sans parler des Juifs.
En 1953, Isaac Schneersohn expose son projet de mémorial dédié à tous les Juifs d'Europe anéantis. Il est achevé en 1956 sous le nom de Tombeau du martyr juif inconnu. C'est le premier monument qui s'inscrit dans le cadre de la mémoire de la Shoah. Il possède un rituel laïque comparable avec celui du culte républicain du soldat inconnu. À la fin des années 1950, c'est la littérature qui permet à la Shoah de toucher le grand public. En 1959, Le Dernier des Justes d'André Schwarz-Bart obtient le prix Goncourt. En 1962, c'est le tour du livre d'Anna Langfus, avec Les Bagages de Sable.

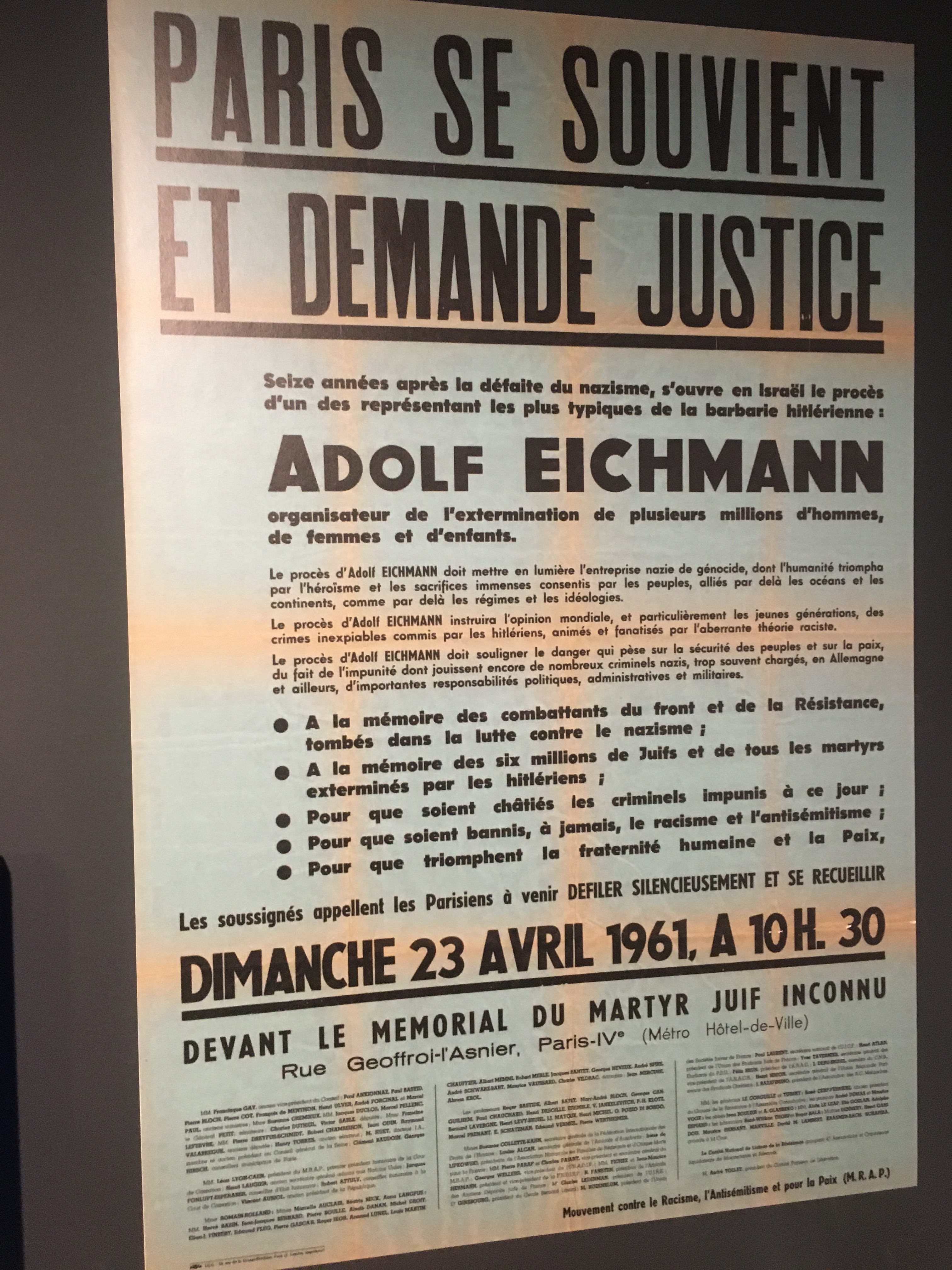
Appel à la manifestation silencieuse à Paris lors du procès d'Adolf Eichmann à Jérusalem.

En 1961, le procès Eichmann fut un tournant majeur dans la construction de la mémoire de la Shoah. À partir de cette époque, « la mémoire du génocide devient constitutive d'une certaine identité juive ».
Publié en mars 1966, le roman Treblinka de Jean-François Steiner connaît un énorme succès, mais suscite une vive polémique. Certains, comme Rabi, opposent favorablement la valorisation de la révolte dans Treblinka à l'insistance sur la collaboration des Juifs au sein des Judenräte de l’Eichmann à Jérusalem d'Hannah Arendt. David Rousset polémique avec Simone de Beauvoir sur la nature spécifique ou non du génocide,. Claude Lanzmann juge inacceptable que Steiner reproche aux victimes de s'être « laissés mener à l'abattoir comme des moutons » en allant, dans le cas des membres du Sonderkommando, jusqu'à « aider les Allemands dans leur besogne ». Léon Poliakov s'élève avec de nombreux anciens déportés et une large partie de la presse yiddishophone, contre l'idée des Juifs censés avoir été complices de leur propre extermination.
En 1964, le Parlement français vote une loi déclarant imprescriptibles les crimes contre l'humanité. En 1967, la guerre des Six Jours est perçue comme une volonté ethnocide. Un parallèle est établi avec la Shoah. En France, le combat pour ne pas oublier la Shoah devient un combat identitaire.

### L'affirmation d'une mémoire de la Shoah
Les années 1970 voient aussi s’affirmer une mémoire juive militante. Elle réagit au développement du négationnisme qui stimule la recherche sur le génocide juif. Celle-ci se développe en France et en Europe. Les déportés commencent à témoigner « pour ne pas mourir deux fois » La télévision et le cinéma jouent aussi un rôle important, le feuilleton Holocauste (1979) et surtout le film Shoah de Claude Lanzmann (1985), lequel est basé uniquement sur des témoignages, sensibilisent le public au sort des Juifs. Plus que jamais, la parole du témoin devient centrale et tend à remplacer celle de l’historien. C'est ce qu’Annette Wieviorka a appelé l’ère du témoin.
Les Juifs de France s’organisent sous l'égide de Serge Klarsfeld qui fonde en 1979, l’association des fils et filles de déportés juifs de France. En 1978, il publie Mémorial de la déportation des Juifs de France rédigé à partir de la liste des déportés (76 000), classés par convois. Dans Le Mémorial des enfants, il essaie de retrouver la photo et l'identité de chacun de 11 000 enfants envoyés vers la mort. Serge et Beate Klarsfeld retrouvent Klaus Barbie réfugié en Bolivie. Ce dernier, arrêté puis extradé, est jugé en France en 1987. Les témoins peuvent raconter devant un tribunal la violence et les crimes dont ils ont été victimes. Son procès est intégralement filmé pour l'Histoire. Serge Klarsfeld, par ailleurs avocat de profession, a aussi un rôle actif dans le procès de Maurice Papon. Des historiens interviennent au cours de ces deux procès.
Dans les années 1980, les livres des historiens anglo-saxons sont publiés en France : Raul Hilberg, Robert Paxton, Michael Marrus. Les recherches sur la Shoah se poursuivent. À compter de 1990, à la suite de l'initiative du rabbin libéral Daniel Farhi, le rappel des 76 000 noms des déportés se fait chaque année — sous la forme d'une lecture de 2 fois 24 heures — lors du Yom HaShoah.
Jacques Chirac joue un rôle politique fondamental dans le travail de mémoire de la France et dans l'institutionnalisation de la Shoah. Le 16 juillet 1995, lors de la commémoration officielle de la Rafle du Vel d'Hiv, il évoque pour la première fois la responsabilité de l'État français et de l'administration française dans la persécution des Juifs de France. Cette déclaration est suivie par celle de premiers ministres en 2002 reconnaissant le rôle de la France dans la déportation des Juifs. En 2007, le président Chirac rend hommage aux Justes de France.
La Shoah est aujourd'hui au cœur du devoir de mémoire. Le mémorial de la Shoah ouvre en 2005. Il remplace le tombeau du Martyr juif inconnu et le centre de documentation juive contemporaine. Il est financé par la Fondation pour la mémoire de la Shoah dont une partie des fonds vient des indemnités versés par l’État en compensation des spoliations des Juifs par le régime de Vichy. La reconnaissance de la responsabilité de la France a en effet donné lieu à une politique de reconnaissance et d’indemnisation des victimes. Le mémorial de la Shoah est aujourd'hui complété par le mémorial du Camp de Drancy.
En 2000, une journée de commémoration nationale est votée par le parlement. La même année, la France s’engage à participer à la commémoration internationale de la Shoah, le 27 janvier (jour anniversaire de la libération du camp d'Auschwitz par les Soviétiques). En 2002, les ministres de 48 pays signataires de la convention pour l’éducation adoptent une déclaration instituant une journée pour la mémoire de l’holocauste et la prévention des crimes contre l’humanité. Cette journée est fixée elle aussi au 27 janvier.
En janvier 2004, l'association Yahad-In Unum est créée sous la direction du père Patrick Desbois. Y est plus particulièrement étudiée la Shoah par balles, terme forgé par le père Desbois dans le cadre de son projet d'histoire orale mené depuis 2006. Y est enregistrée la parole des témoins/voisins. Les témoignages recueillis permettent de mettre au jour de nouvelles fosses communes des Juifs exécutés par les Einsatzgruppen dans l'ouest de l'URSS de l'époque (Ukraine, Biélorussie, Lituanie…). Il faut cependant remarquer que cette « Shoah par balles » était déjà connue et étudiée par les historiens comme Raul Hilberg.
Dans les années 2000, la disparition progressive des rescapés de la Shoah incite les survivants à multiplier les témoignages à l'intention des élèves et aussi des enseignants. C'est le sens de l'action de plusieurs associations dont l'Union des Déportés d'Auschwitz présidée par Raphaël Esraïl à partir de 2008.
Après une proposition controversée du président Nicolas Sarkozy, le 13 février 2008, de confier la mémoire d'un enfant juif déporté à chaque enfant élève de CM2, qui n'a pas été mise en application, le ministère de l'Éducation nationale a ouvert le 5 décembre 2008 un site web destiné à l'enseignement de la Shoah. Il comprend une brochure et plusieurs documents pédagogiques et fait suite aux propositions d'un rapport.

### Littérature et mémoire
À partir des années 2000, des écrivains s’emparent de la mémoire de la Shoah, qu’ils soient enfants ou petits-enfants de déportés : Tout le monde n’a pas la chance d’être orphelin de Marianne Rubinstein (2002) ; Mon père inventaire de Jean-Claude Grumberg (2003) ; La Plus Précieuse des marchandises du même (2019) ; Les Disparus de Daniel Mendelsohn (2007) ; Histoire des grands-parents que je n'ai pas eus d’Ivan Jablonka (2012) ; La Réparation de Colombe Schneck (2012); "je n'ai pas oublié…" Histoire de la Shoah par balle de Christophe Girard et Pierre Roland Saint-Dizier (roman graphique, 2024).
Pour l’universitaire Aurélie Barjonet, on entre alors dans l'« ère des non-témoins » ou « littérature des “petits-enfants de la Shoah” », c'est-à-dire des individus qui ont hérité de la Shoah à travers leur famille et éprouvent le besoin de transmettre son souvenir, par des récits, témoignages, enquête, fictions…,. L'universitaire Ivan Jablonka a nommé « enfants-Shoah » les personnes qui ont été marquées par l'événement, quelle que soit leur génération et leur lien direct avec le génocide.
En parallèle, une polémique a éclaté à la suite de la parution de Les Bienveillantes de Jonathan Littell (2006) et de Jan Karski de Yannick Haenel (2009), sur la façon dont les écrivains devaient raconter la Shoah alors qu’ils ne l’avaient pas vécue,.
Pour l’universitaire Laurent Demanze, l’émergence de ce courant mémoriel est liée à l’essoufflement des avant-garde littéraires (formalisme, Nouveau Roman) à partir des années 1980, essoufflement qui, en laissant derrière lui « les vestiges brisés de la mémoire », permet de s’interroger sur les liens entre histoire, mémoire, littérature et fiction.

## La mémoire de la Shoah aux États-Unis
La première pierre du premier mémorial américain est inaugurée à New York en octobre 1947. C'est un hommage aux combattants du ghetto de Varsovie et aux 6 millions de Juifs d'Europe assassinés. Le mémorial ne sera jamais achevé.
En 1979, le président américain Jimmy Carter lance à Washington, la construction de l'United States Holocaust Memorial Museum, le plus grand musée du génocide juif du monde. Il est inauguré en 1993.
Le phénomène récent de l'« américanisation de la Shoah » a été noté par les historiens de la mémoire telle Annette Wieviorka. L’expression désigne la place considérable prise par l'Holocauste dans la vie publique américaine, l'importance du cinéma hollywoodien dans la mise à portée du génocide à un vaste public, le rôle de plus en plus grand de l'historiographie américaine, soutenue par les abondants moyens difficilement égalables des universités locales (les États-Unis sont un des rares pays où existent des chaires d'histoire de la Shoah).
À la fin du XXe siècle, des institutions américaines ont comme objectif de recueillir des témoignages : la fondation de Yale, la fondation Spielberg. Les entretiens de Yale, initiés par un réalisateur et un psychiatre, permettent l'enregistrement de 4 800 entretiens. Après le succès de La Liste de Schindler, le réalisateur Steven Spielberg est à l'origine du recueil de 52 000 témoignages des rescapés à travers le monde, dans 32 langues. Cette immense base de données est appelée « Les archives visuelles de la Shoah ».

## La mémoire de la Shoah en Israël et en Diaspora
Jusqu'en 1961, année du procès Eichmann, l'attitude d'Israël vis-à-vis de la Shoah est très complexe. Présente sur la scène politique (signature d'un accord « des réparations » avec la RFA en 1952, affaire Kastner entre 1954 et 1958), la mémoire collective préfère évoquer la révolte des ghettos plutôt que celle des victimes de l'extermination, reprochant même aux rescapés d'avoir eu une certaine « passivité », voire leur « lâcheté » face à cette dernière. Le discours sioniste s'oppose alors à l'impuissance du temps de la Shoah. En 1953, l'État d'Israël instaure le jour de la Shoah (Yom HaShoah), fixé au 27 nissan de l'année juive (fin avril ou début mai selon les années). Jusque dans les années 1970, ce sont surtout les héros du ghetto de Varsovie à qui il est rendu hommage. Célébré par le Grand-Rabbinat d'Israël, le Yom Hashoah est aussi observé dans les communautés juives de la diaspora, quelle que soit leur obédience.
De plus, la même année, l'État d'Israël crée le mémorial de Yad Vashem, dont le bâtiment actuel est l’œuvre de Moshe Safdie. Pour les promoteurs du projet, Yad Vashem doit être le principal projet de mémorial dans le monde et autoriser les autres constructions de mémoriaux. Dès cette époque, le génocide juif perpétré en Europe est invoqué pour justifier l'indépendance d'Israël et le besoin d'une défense puissante.
Lors du procès d'Eichmann, suivi par la presse et la radio, entre avril et août 1961, plus de 110 témoins sont appelés à la barre. Les survivants prennent enfin la parole. Il s'agit d'un tournant important dans la mémoire collective du génocide. La réconciliation entre sionisme et mémoire de la Shoah s'effectue complètement au moment de la guerre de Six jours en 1967, où la diaspora comme les Israéliens craignent la répétition du génocide. La guerre du Kippour en 1973 ne fait que confirmer cet état de fait. Le mémoire des victimes est de plus en plus honorée.
Dans les années 1960, la mémoire de la Shoah est généralisée et est l'objet d'un programme d’histoire dans les écoles. Des voyages sont régulièrement organisés en Pologne sur les sites d'extermination, les fosses communes et les anciens ghettos juifs.

## La mémoire de la Shoah dans les pays de l'ex bloc communiste

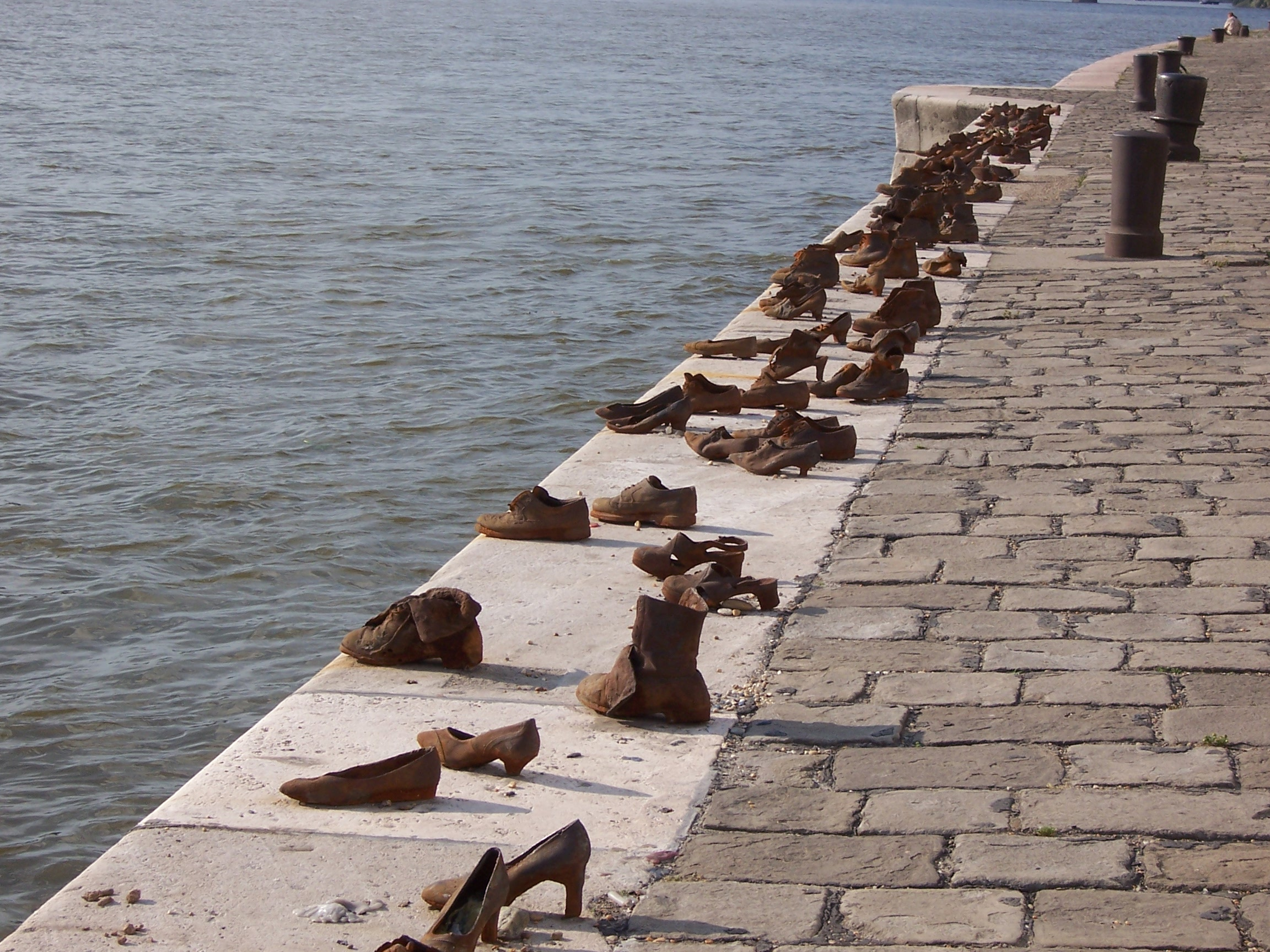
Mémorial de la Shoah à Budapest d'où les Juifs ont été déportés par bateau.

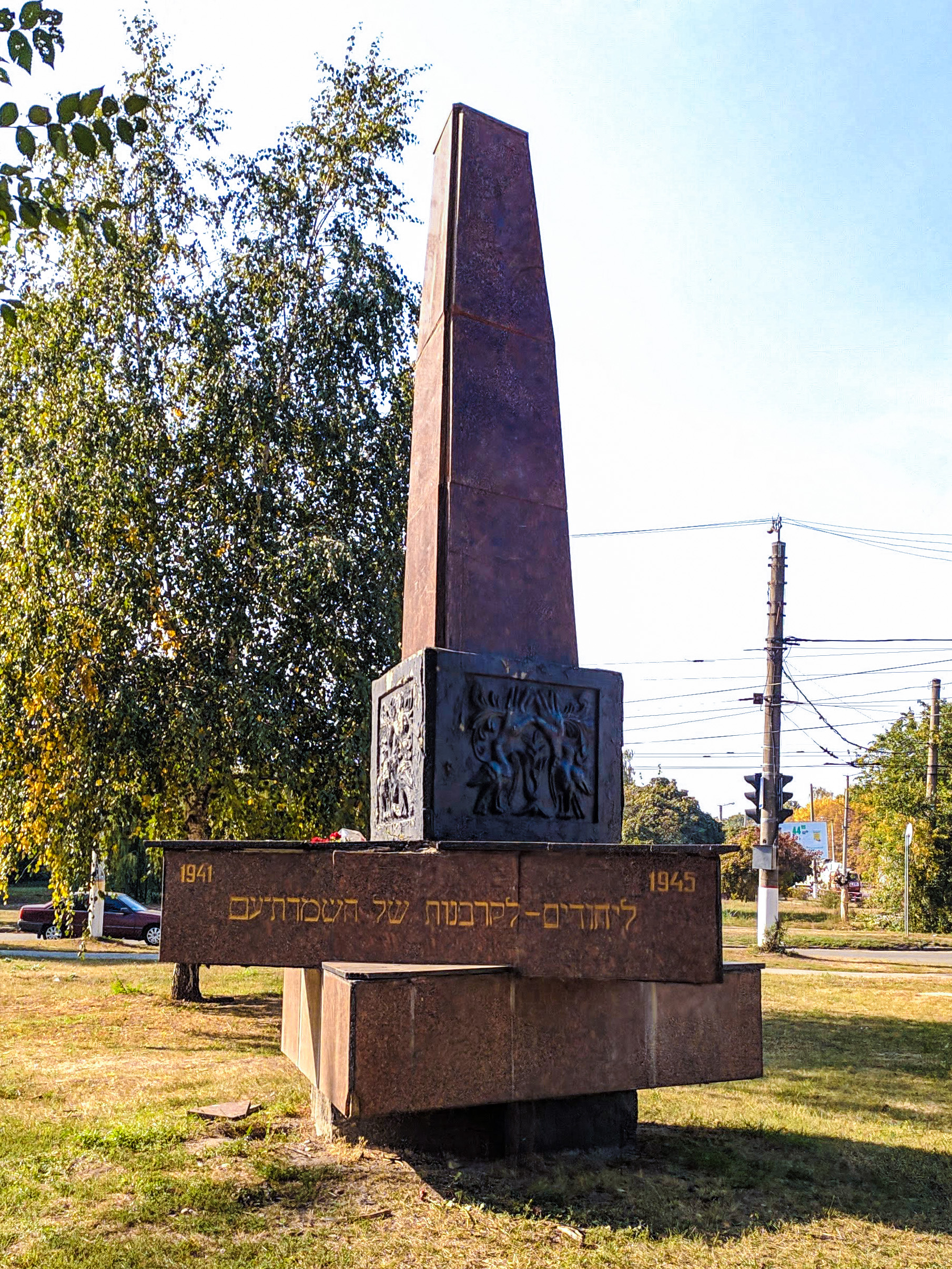
Mémorial á Kropyvnytskyï, Ukraine

Dans le bloc de l'Est et en URSS, l'idéologie communiste commémorait les victimes persécutées par les nazis ou leurs satellites comme prolétaires, antifascistes ou communistes, sans évoquer leur religion ou leur identité nationale. Par conséquent, rien sur le monument du massacre de Babi Yar en URSS ou de Birkenau en Pologne n'indiquait le caractère juif des victimes, et le musée national d'Auschwitz présentait le camp comme le lieu de martyre des résistants de Pologne et d'Europe[réf. nécessaire]. Birkenau, où se trouvaient les chambres à gaz, est délaissé par les guides et les visiteurs, laissé en friche et à l'abandon, après avoir été déjà saccagé en partie à la libération par des civils polonais à la recherche de « l'or juif amassé par les SS » et de matériaux à récupérer[réf. nécessaire].
Après 1990, dans ces pays, la fin des dictatures libère à la fois les historiens, dont certains se mettent à étudier la Shoah dans leurs pays respectifs, et des antisémites qui tentent ouvertement de réhabiliter d'anciens collaborateurs ou alliés de Hitler, voire de nier leurs crimes. De surcroît, la « concurrence des mémoires » entre les victimes du communisme et celles de la Shoah, attisée par les mouvements nationalistes, débouche parfois sur l'apparition d'un nouvel antisémitisme.

## Les mémoriaux et les musées
D'après le Dictionnaire de la Shoah, « les mémoriaux et les musées de la Shoah sont d'excellents révélateurs de la difficulté de constituer l'histoire de l'extermination et de sa mémoire ». En effet les opérations muséographiques révèlent la construction de l’histoire et de la mémoire de la Shoah : dans les premières années, la seule histoire possible est celle de l'héroïsme du soulèvement, de la résistance juive, comme en témoigne le monument du ghetto de Varsovie reproduit à Yad Vashem à Jérusalem. Ce monument représente d'un côté (face à la grande place) les insurgés de ghetto avec une imposante musculature tels des héros du peuple et, de l'autre côté, dans une partie moins visible, douze figures courbées qui symbolisent les Juifs de l'Est allant passivement à la mort (en fait, les générations de l'époque n'étaient tout simplement pas, en majorité, mentalement en mesure d'envisager le degré d'inhumanité des « autorités » dont elles dépendaient, et d'écouter les voix minoritaires qui leur annonçaient leur mort programmée).
Les anciens camps de concentration sont devenus des musées, à l'instar d'Auschwitz. Mais pour les anciens déportés, ce camp ne ressemble plus à ce qu'il a été. Les blocks d'Auschwitz I sont devenus des lieux d'exposition confiés à des organismes nationaux. On y trouve une maquette des chambres à gaz de Birkenau et des boites de zyklon B, des objets ayant appartenu aux déportés comme des lunettes, des brosses, des valises avec le nom et les dates de naissance des propriétaires… Le site de Birkenau montre l'évolution de la mémoire du camp. En 1967, un monument commémorant les déportés politiques y est construit. En 1989, y est gravé dans 22 langues l'inscription : « Que ce lieu où les nazis ont assassiné 1,5 million d'hommes, de femmes et d'enfants, en majorité des Juifs de divers pays d'Europe soit à jamais pour l'humanité un cri de désespoir et un avertissement ».
Dans de nombreux pays, y compris hors d'Europe (États-Unis, Australie), des musées ont été construits. ils montrent « l'universalité » de la déportation des Juifs mais s'attachent aussi à évoquer la spécificité de chacune des nations concernées. À Amsterdam, il existe une « annexe » de l'ancien appartement d'Anne Frank. À Paris est gravé sur un mur, à l'intérieur du musée, le nom de tous les Juifs déportés. Le nom des Justes est inscrit à l'extérieur du mémorial. En Allemagne, le musée de juif de Berlin, dû à l'architecte Daniel Libeskind, propose au visiteur « d'expérimenter » le silence, le froid et l'absence. Chaque ville allemande possède aussi son mémorial.
Depuis une dizaine d'années, le yiddish, langue de la plupart des communautés exterminées, a fait son retour dans les musées comme à Birkenau. On y trouve aussi un grand mur de photographies personnelles permettant de donner un visage à des êtres humains ordinaires victimes d'un « crime extraordinaire ». Mais d'autres langues, comme le karaïm ou le yévanique, ont définitivement disparu faute d'un nombre suffisant de locuteurs survivants.
De plus des voyages, comme la marche des Vivants, sont organisés par les associations d'anciens déportés. Est apparu un tourisme mémoriel avec ses « tours opérateurs et producteurs de spectacles ». La commémoration perd sa vocation première de lutte contre l'oubli.

## Commémorations
À partir de 2005 se tient tous les cinq ans un Forum international commémorant la Shoah. Le 75e anniversaire de la libération du camp d'Auschwitz donne lieu au cinquième forum auquel participent au moins 47 dirigeants internationaux, dont 26 présidents, quatre rois (d'Espagne, des Pays-Bas, de Belgique et du Luxembourg) et quatre Premiers ministres qui sont à Jérusalem le 23 janvier 2020 pour l'événement. Y ont pris la parole le président israélien Reuven Rivlin, le président russe Vladimir Poutine, le président français Emmanuel Macron, le président allemand Frank-Walter Steinmeier et d'autres éminentes personnalités. Les propos ou vidéos présentés par les organisateurs exaltant le rôle de l'Union soviétique et omettant la mention du pacte germano-soviétique de 1939 ou le rôle des alliés occidentaux dans la Victoire prêtent à polémique pour leurs « inexactitudes » ou la présentation de « faits biaisés ».

## Les débats et controverses actuels
L'institutionnalisation et l'universalisation du devoir de mémoire sur la Shoah ont donné lieu à une concurrence des mémoires. Des pays comme l’Égypte et le Venezuela ont réagi à l'instauration par l'ONU du 27 janvier comme journée de commémoration de la Shoah en rappelant qu'il ne fallait pas oublier les autres génocides. De même en France, le Conseil représentatif des associations noires de France réclame une meilleure reconnaissance des torts faits aux Noirs à travers l'esclavage et la colonisation. Même la guerre d'Algérie entre dans le champ de la concurrence des mémoires dans le programme scolaire où le professeur est invité à choisir entre l'évocation de l'une ou l'autre des mémoires en classe de terminale. Le devoir de mémoire est aujourd'hui sans cesse rappelé : pour les génocides arménien et rwandais, pour les victimes des attentats du 11 septembre 2001. Il est alors critiqué pour ses dérives et le moralisme qu'il véhicule.
Sur le plan historiographique, Henry Rousso met en garde dès 1994 dans son livre, Vichy, un passé qui ne passe pas, contre l'obsession de la mémoire. Les mêmes débats ont lieu en Israël et aux États-Unis. Dans ce dernier pays, un ouvrage de Peter Novick « démonte de façon minutieuse la façon dont la Shoah a été instrumentalisée par les élites communautaires d'une part et par les politiques américains d'autre part ».
Cette critique du devoir de mémoire est jugée par le philosophe Jean-François Bossy comme le « nouveau passage obligé de la vigilance lucide et de la conscience intellectuelle ».